# Amasya
Pour les articles homonymes, voir Amasia.
Amasya (en grec ancien : Αμασεια) est la ville capitale de la province turque de même nom (environ 350 000 habitants dans la province).

## Histoire
Amasya, sous le nom d'Amasée ou Amasia était la capitale de la province de Diospontus ou Hélénopont, créée par Dioclétien et rattachée au diocèse du Pont.
Vers l'an 112, l'empereur romain Trajan rattache la ville à la province de Cappadoce. Plus tard, à la fin du IIe siècle, elle obtint le titre de « métropole ». Après la division de l'Empire romain en deux sous l'empereur Dioclétien, la ville devient partie intégrante de l'Empire romain d'Orient, qui deviendra l'Empire byzantin. À cette époque, la population est majoritairement de langue grecque.
En 1075, Amasya fut conquise par les émirs turkmènes danichmendides. Elle leur servit de capitale jusqu'à l'annexion de leurs possessions par les seldjoukides de Kilij Arslan II. À sa mort, son royaume est divisé entre ses fils et Amasya passa sous le contrôle de Nizam ad-Din Arghun Shah. Son règne fut bref, la ville devient possession de son frère Rukn ad-Din Suleiman Shah, qui devint par la suite sultan.
Au XIIIe siècle, la ville passa sous le contrôle de l'Ilkhanat mongol et fut gouvernée par des gouverneurs mongols, à l'exception d'un bref règne de Taj ad-Din Altintash, fils du dernier sultan seldjoukide, Masud II.
Sous les Seldjoukides et les Ilkhan, la ville rayonne culturellement. Medreses, mosquées (Burmali camii) et autres bâtiments de prestige encore visibles aujourd'hui sont alors construits. En 1391/92, la ville passe sous le giron ottoman et le sultan ottoman Bayezid Ier est alors le premier à y installer son fils, le futur Mehmed Ier, comme gouverneur.
En 1919, au lendemain de l'effondrement de l'Empire Ottoman, Mustafa Kemal Atatürk est rejoint par d'autres militaires et y planifie de reconstituer l'armée défaite. C'est dans cette ville qu'il proclame par circulaire le début de la guerre d'indépendance turque. La circulaire, diffusée dans toute l'Anatolie appelait à la tenue d'une conférence nationale à Sivas (Congrès de Sivas) et avant cela, à la tenue d'un congrès préparatoire comprenant des représentants des provinces orientales de l'Anatolie à Erzurum en juillet (Congrès d'Erzurum).
En 1921 eurent lieu à Amasya, à l'initiative du Mouvement national turc, des procès qui aboutirent à la condamnation à mort de 155 Grecs pontiques lors de la guerre gréco-turque de 1919-1922.
Amasya est aujourd'hui une ville qui vit principalement du tourisme.

## Population
Du temps de l'Empire ottoman la population d'Amasya se caractérisait par sa diversité. Ville où les futurs sultans étaient envoyés pour se préparer à leur future tâche - Le futur Beyazid II y séjournera près de 20 ans - chaque nation de l'Empire était représentée avec son quartier particulier et ses institutions (églises, écoles, mosquées). La ville possédait donc un quartier grec, arménien, bosniaque, tatar, turc, etc.
A la fin du XIXe siècle la ville ne comptait plus que autour de 30 000 habitants dont un peu moins de 10 000 arméniens et à peu près autant de grecs.

## Monuments

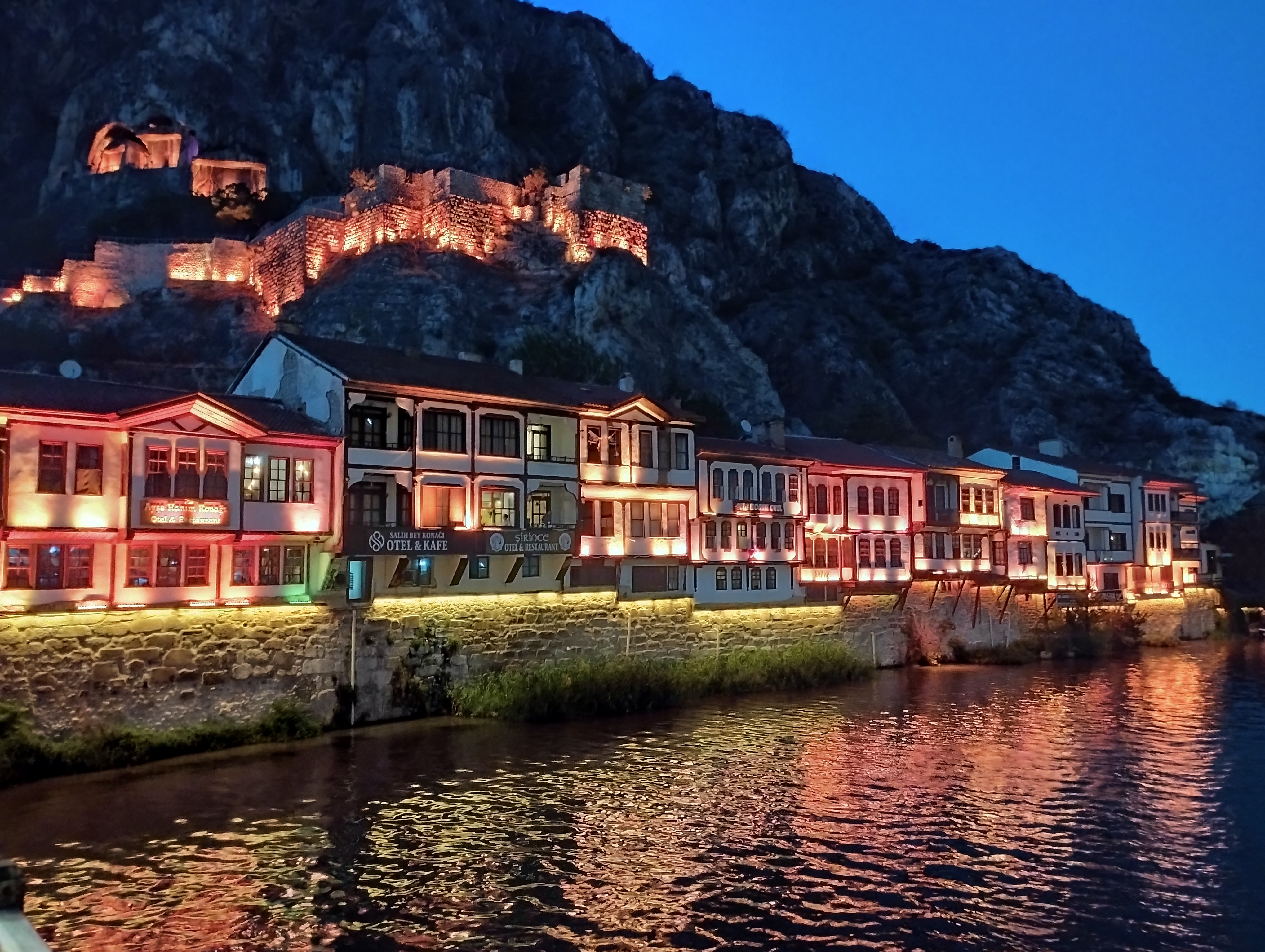
Maisons ottomanes de nuit

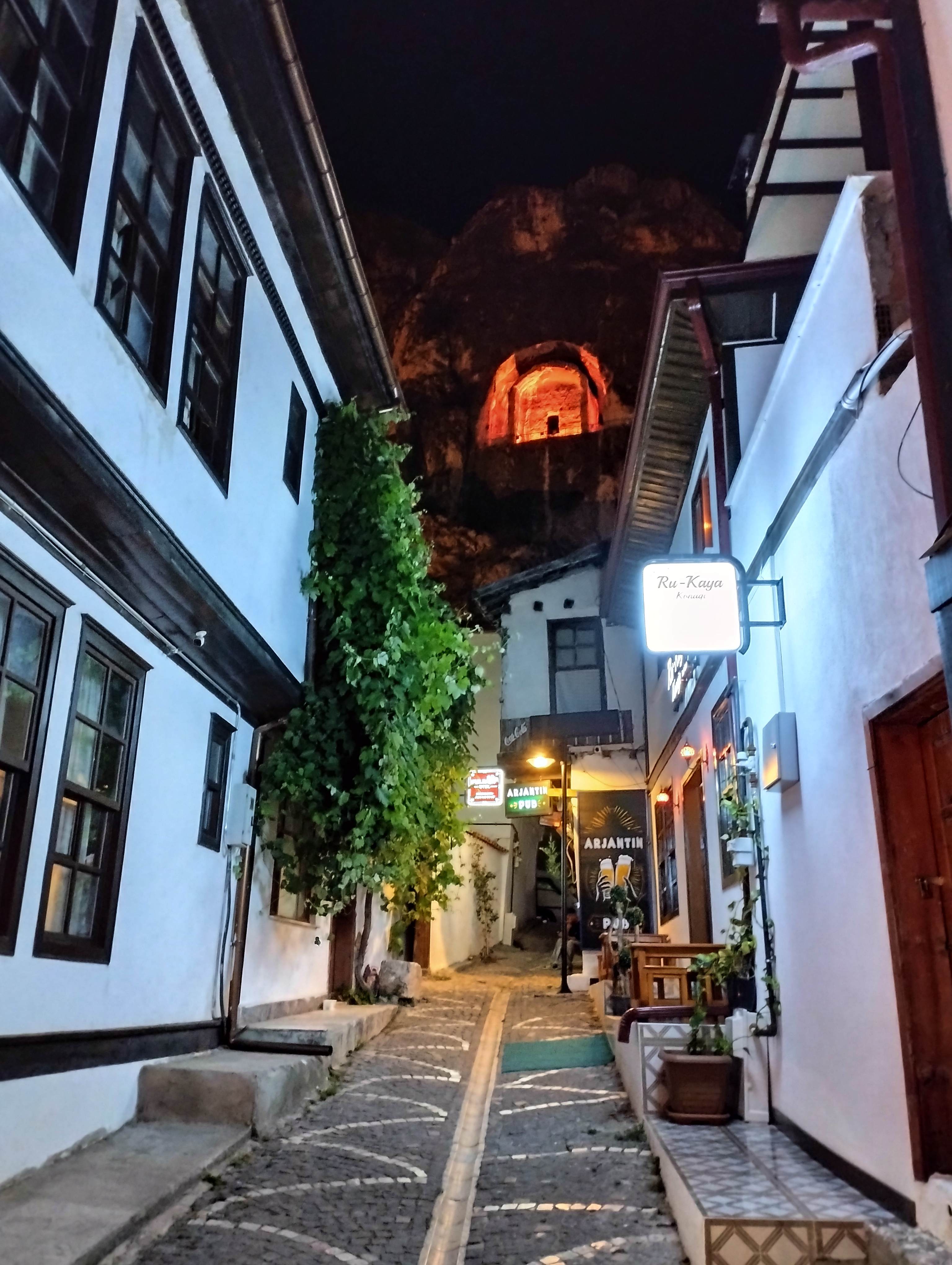
Quartier historique - vue sur les tombes des rois

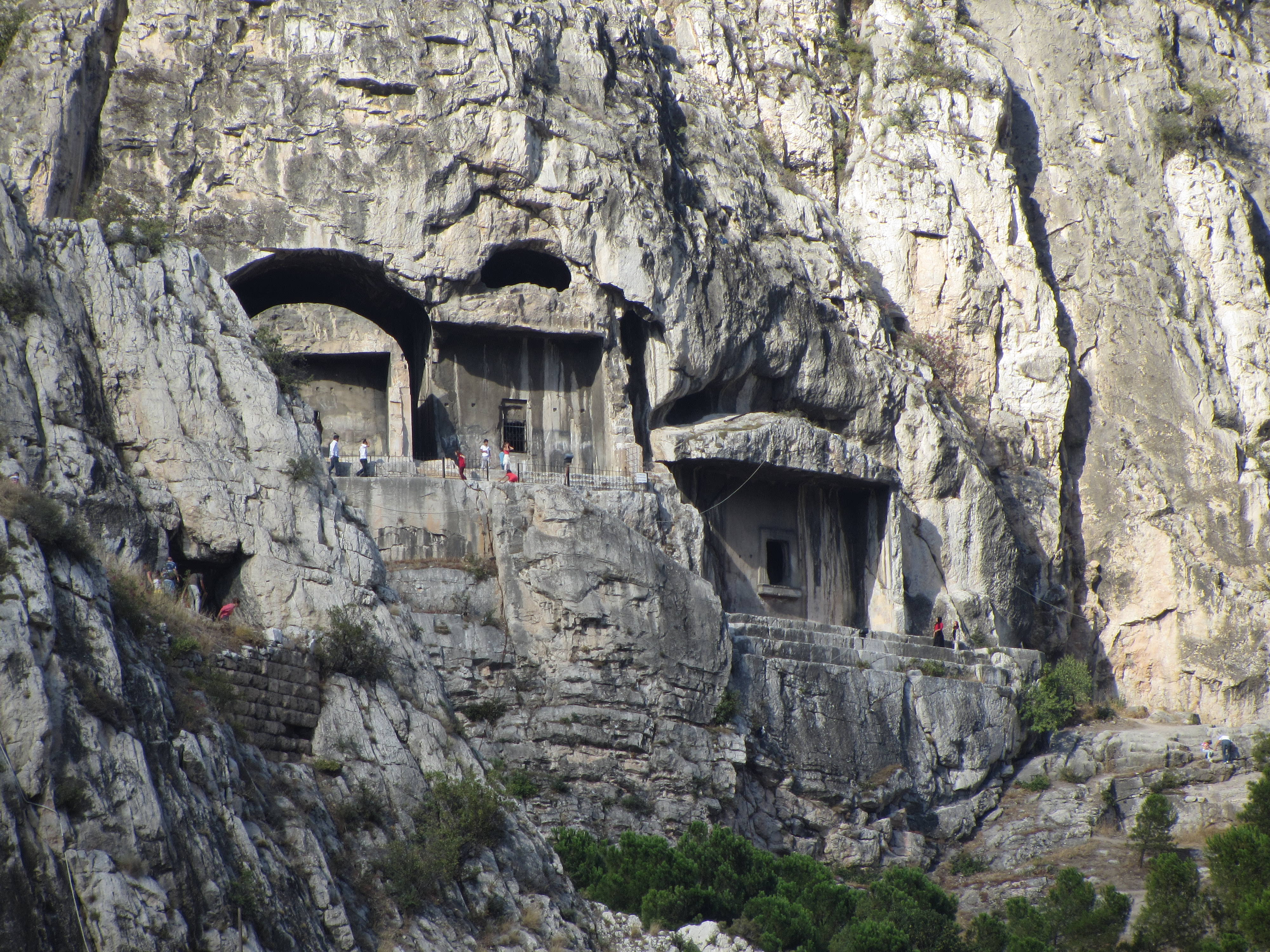
Tombes des rois pontiques

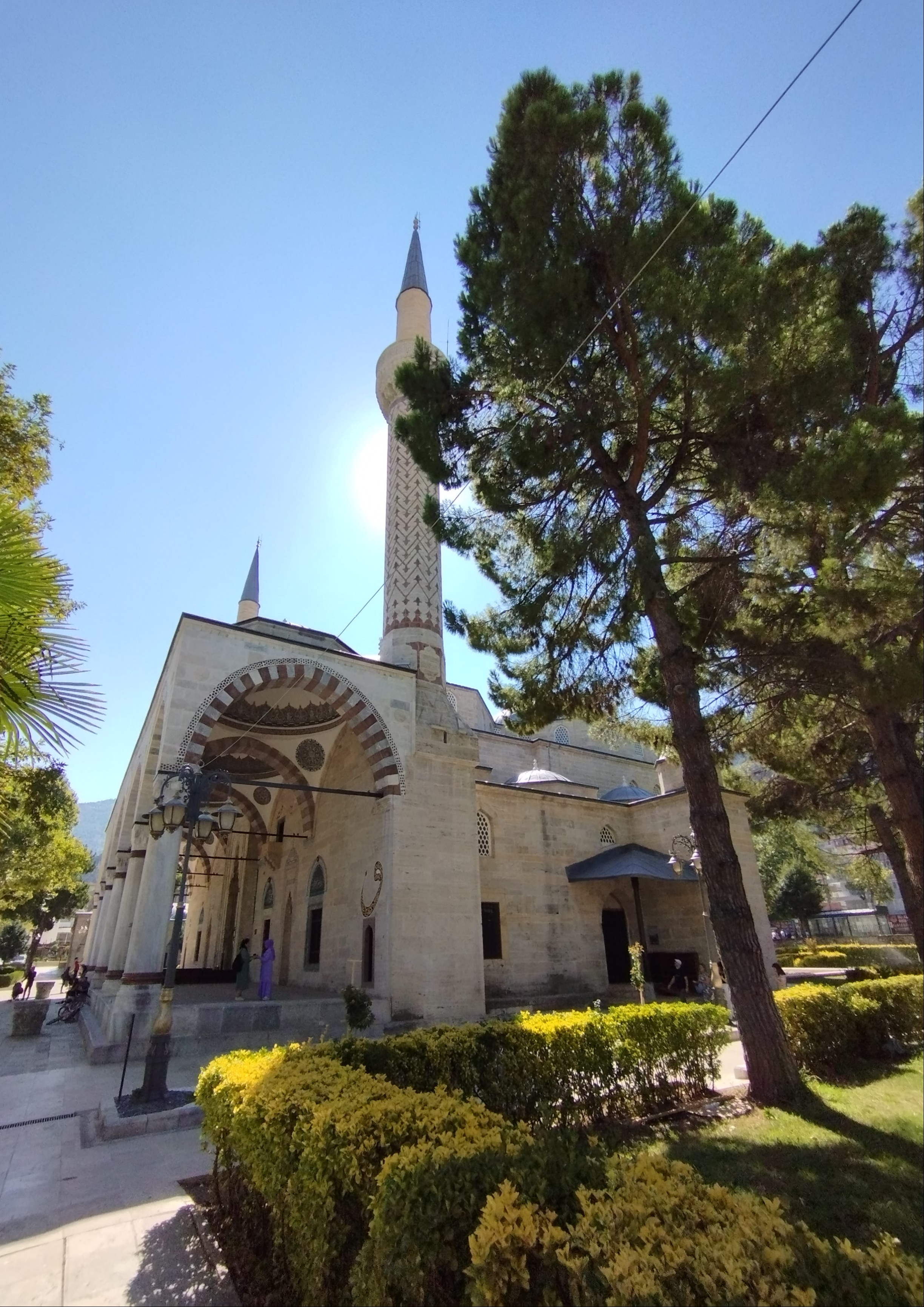
Mosquée Beyazid II

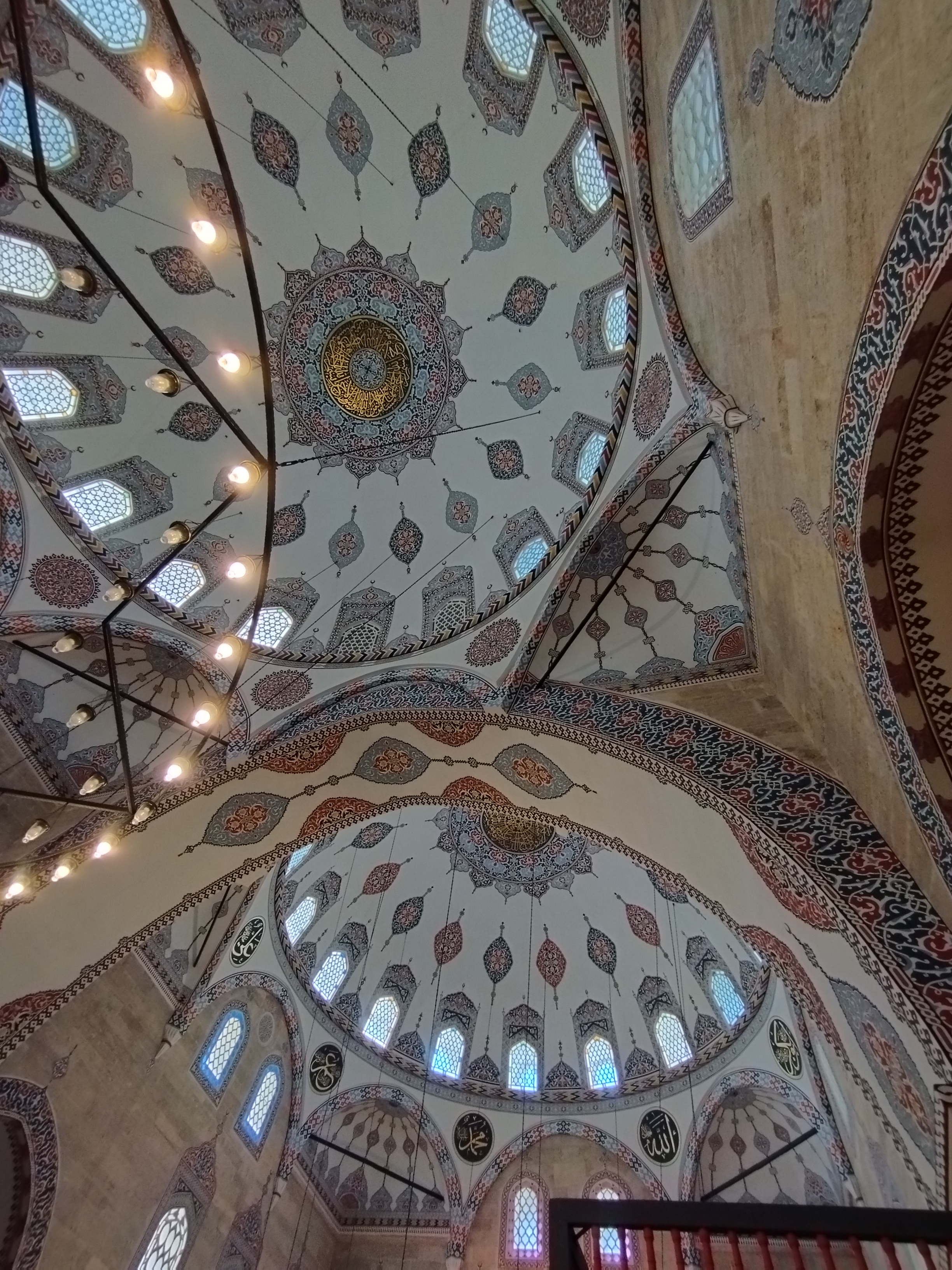
Coupoles de la mosquée Beyazid II

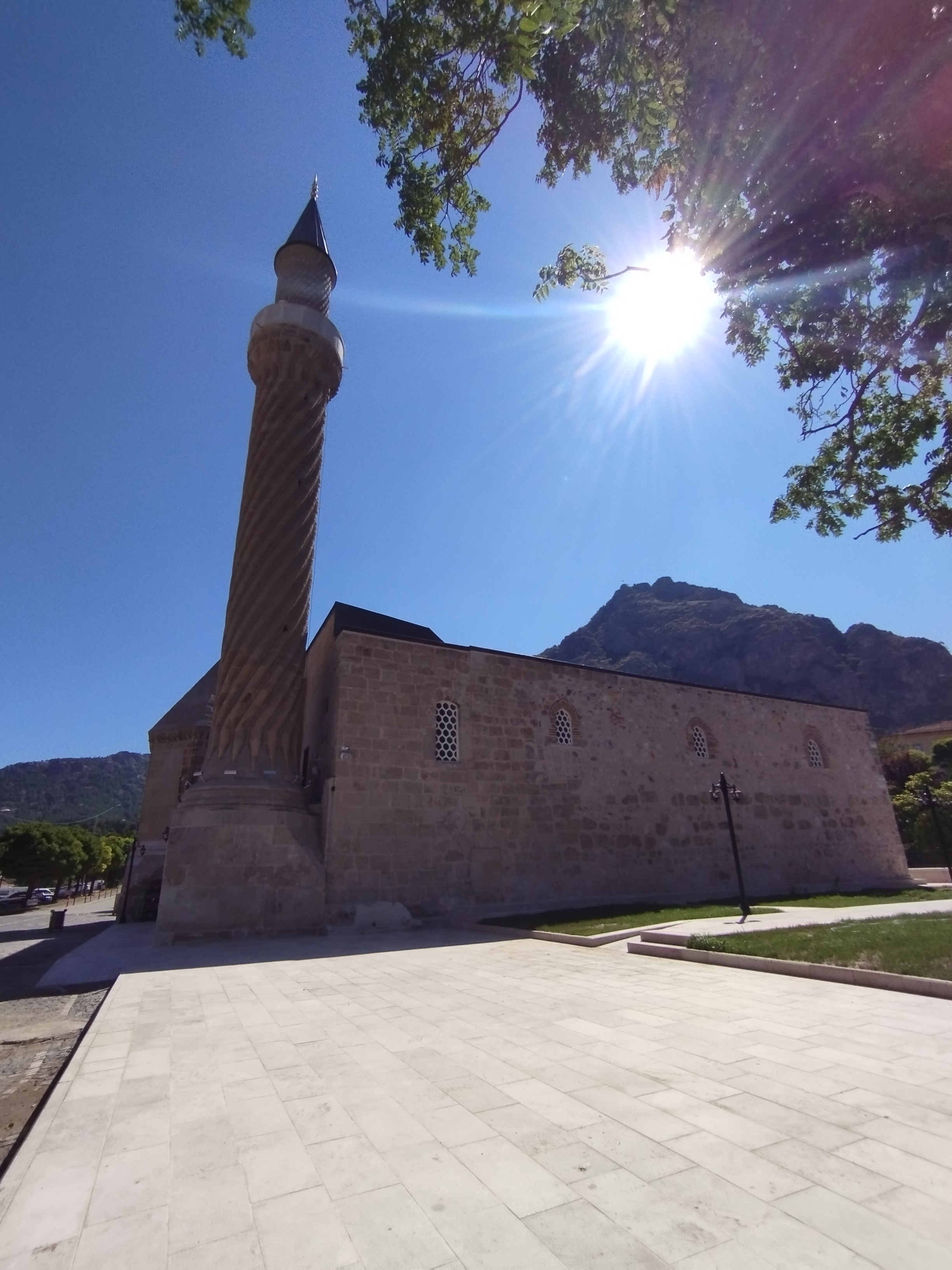
Mosquée Burmalı

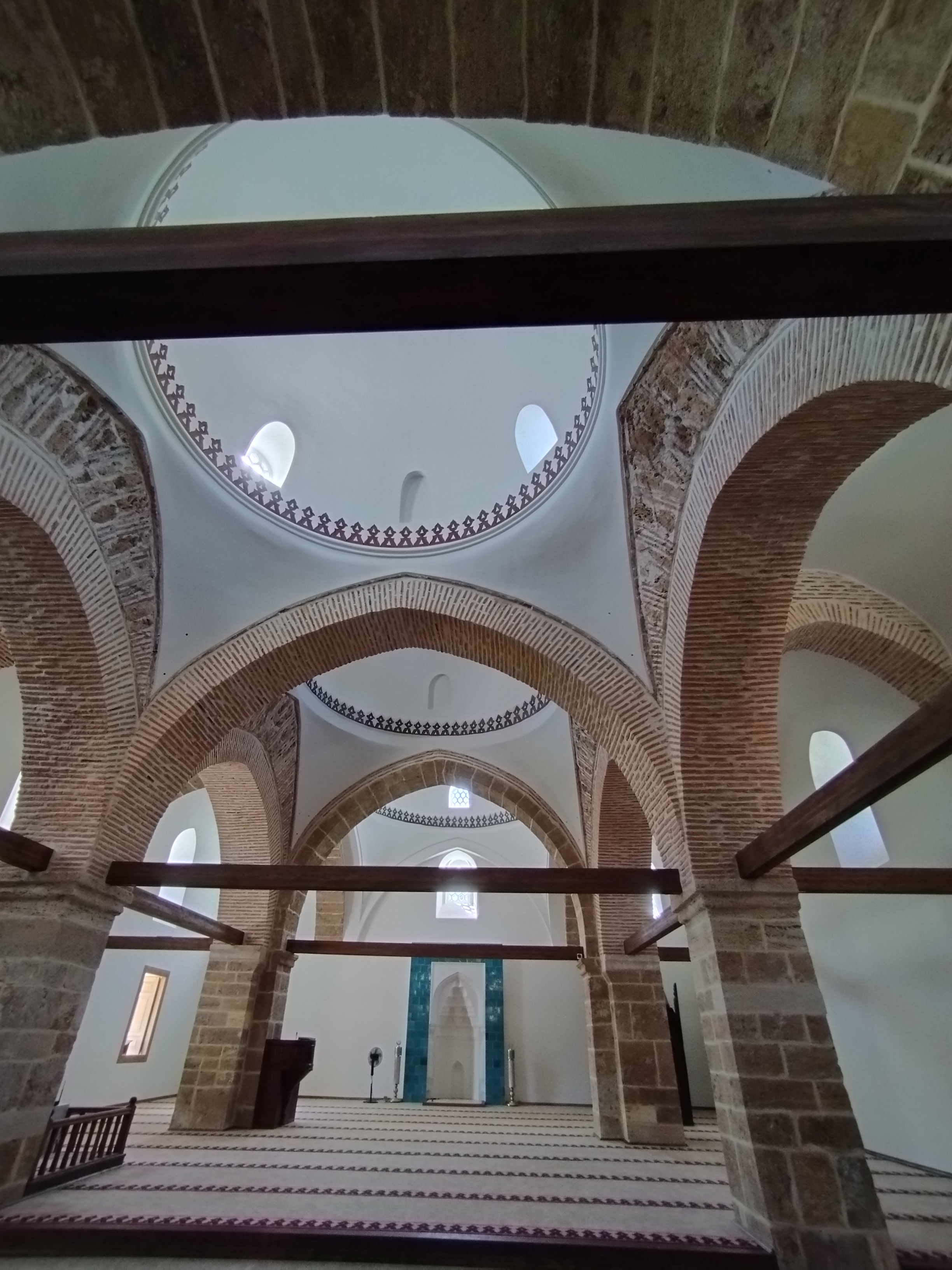
Intérieur de la mosquée Burmali

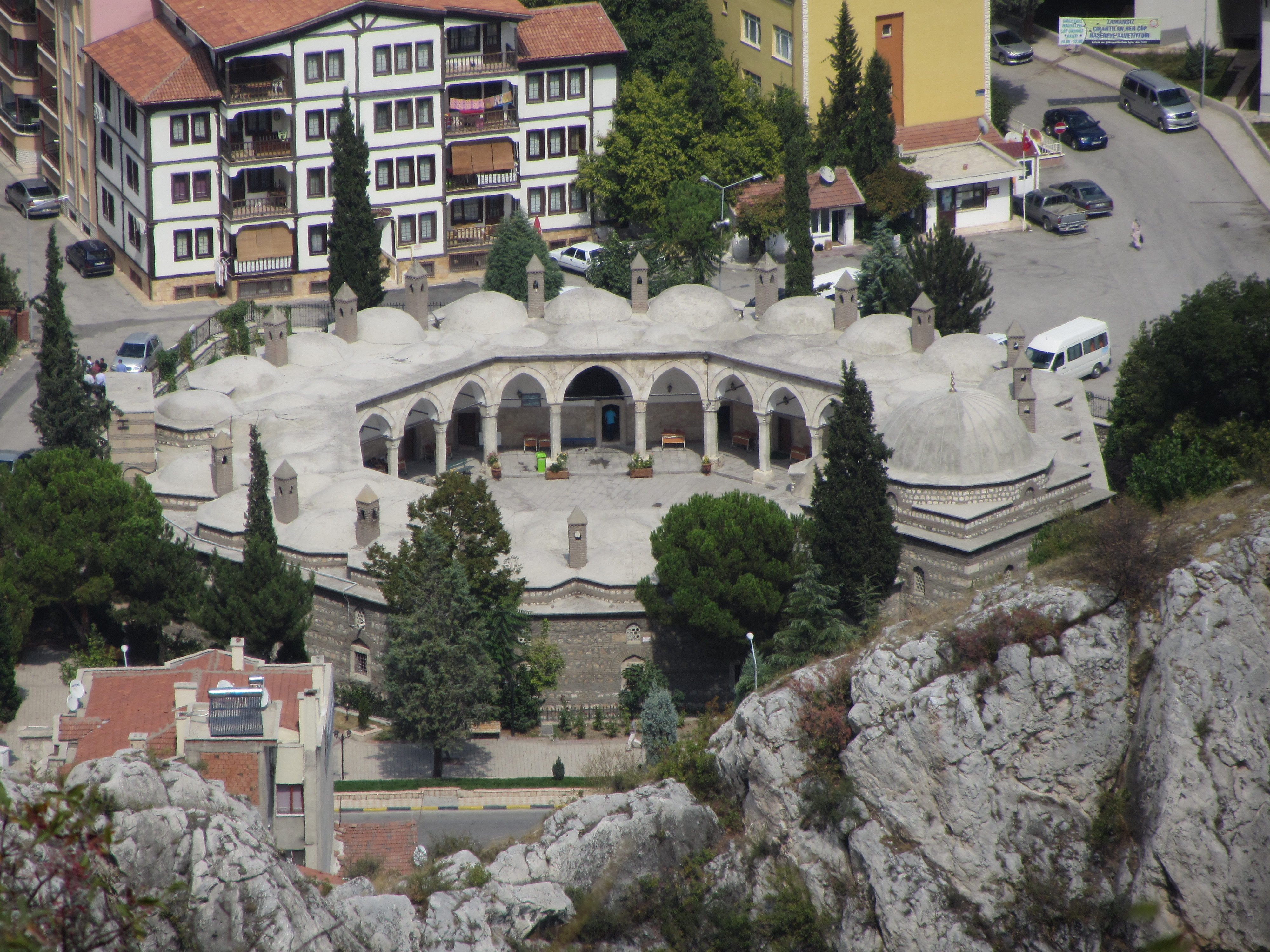
Ecole coranique Kapı-Ağası - Amasya

- Maisons traditionnelles ottomanes

- Tombes des rois du Pont

- Mosquée Bayezid II

- Mosquée Burmalı

- Medrese ou écoles coraniques

## Musée d'Archéologie d'Amasya

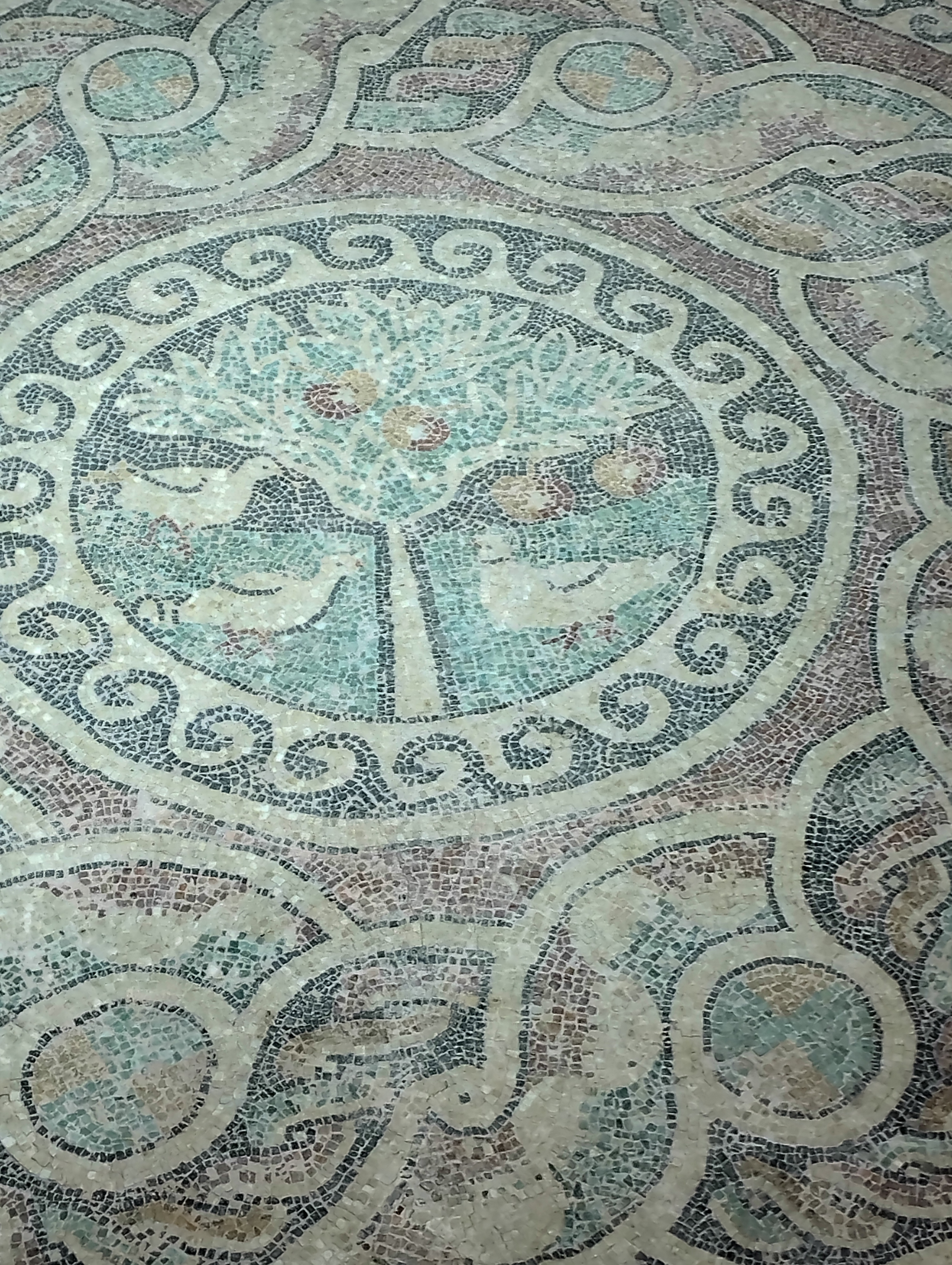
Mosaïque époque romaine - musée d'archéologie - Amasya

La ville dispose d'un petit musée d'archéologie, bâtiment de deux étages dans lequel sont conservées de très belles mosaïques de l'époque romaine.

## Personnalités liées à Amasya
- Strabon, philosophe, géographe, historien antique, né à Amasée en 58 avant notre ère.
- Théodore Tiron, soldat romain et martyr chrétien dont la tombe fut l'objet de pèlerinage jusqu'au début du XXe siècle.
- Saint Astérios d'Amasée, évêque de la ville mort en 410.
- Étienne II d'Amasée, mort en 927 - né à Amasya. Il fut patriarche de Constantinople.
- Yaqut al-Musta'simi, célèbre caligraphe du XIIIe siècle originaire de la ville.
- Taceddin Ahmedī, poète mort à Amasya en 1413.
- Murat II (1404 - 1451), né à Amasya, il fut sultan de l'Empire ottoman de 1421 à 1444.
- Amirdovlat d'Amasée (1420 - 1496), médecin arménien et chirurgien personnel du Sultan Mehmet le Conquérant né à Amasya.
- Cheikh Hamdullah (1436 - 1520), calligraphe.
- Sélim I (1470 - 1520), né à Amasya, il fut sultan de l'Empire Ottoman de 1512 à sa mort.
- Gül Baba (1500 - 1545), poète ottoman.
- Léon Tutundjian (1905 - 1968), artiste franco-arménien.
- Zehra Aylin (1912-1935), première fille adoptive d'Atatürk. Décédée accidentellement à Amiens.
- Ibrahim Zengin (1931 - 2013), lutteur turc.
- Okan Öztürk  (1977-) footballeur turc.